# Brisingamen
Brisingamen (Naszyjnik Brisingów, Klejnot Brisingów) – w mitologii nordyckiej złoty (lub bursztynowy) naszyjnik bogini Frei. Kiedy Freja go zakładała, żaden mężczyzna nie mógł się jej oprzeć. Brisingamen miał mieć też właściwość dawania zwycięstwa armiom w bitwie.
Został wykonany przez czterech krasnoludów ze Svartalfheimu, Brisingów: Alfrigga, Berlinga, Dvalina i Grerra. Żeby dostać naszyjnik, Freja zgodziła się oddać każdemu z nich.